# أنطوان بيناي
أنطوان بيناي (بالفرنسية: Antoine Pinay) ـ (30 ديسمبر 1891 ـ 13 ديسمبر 1994) هو سياسي فرنسي محافظ، شغل منصب رئيس وزراء فرنسا في الفترة من 8 مارس 1952 إلى 8 يناير 1953.

## روابط خارجية
- أنطوان بيناي على موقع الموسوعة البريطانية (الإنجليزية)
- أنطوان بيناي على موقع مونزينجر (الألمانية)